# Eduardo Prieto Iglesias
Eduardo Prieto Iglesias (Pamplona, Navarra, 17 de junio de 1981) es un exárbitro de fútbol español. Actualmente es miembro de la Comisión Técnica del Comité Técnico de Árbitros.

## Trayectoria
Dirigió el partido de ida de la promoción de ascenso a Primera División de 2012 entre el Córdoba Club de Fútbol y el Real Valladolid Club de Fútbol (0-0) y el partido de ida de la promoción de ascenso a Primera División de 2013 entre la Unión Deportiva Las Palmas y la Unión Deportiva Almería (1-1).
Tras tres temporadas en Segunda División, donde dirigió 69 partidos, consigue el ascenso a Primera División de España junto al colegiado valenciano Juan Martínez Munuera.
Debutó en Primera División de España el 25 de agosto de 2013 en el partido Real Betis Balompié contra el Real Club Celta de Vigo (1-2).
Tras tres temporadas en la Primera División de España, desciende a la Segunda División de España en la temporada 2015/16. 
En la temporada 2017/18 vuelve a conseguir el ascenso a la Primera División de España tras dos temporadas en Segunda División.
Al término de la temporada 2019/20 desciende por segunda vez a Segunda División de España.
Al finalizar la temporada 2021-22, anuncia su retirada como árbitro de campo. Más tarde, se convierte en árbitro de VAR, desde 2022 hasta 2024.

## Temporadas
| Categoría            | País   | Años        | Partidos |
| -------------------- | ------ | ----------- | -------- |
| Tercera División     | España | 2004 - 2008 |          |
| Segunda División "B" | España | 2008 - 2010 | 28       |
| Segunda División     | España | 2010 - 2013 | 71       |
| Primera División     | España | 2013 - 2016 | 59       |
| Segunda División     | España | 2016 - 2018 | 48       |
| Primera División     | España | 2018 - 2020 | 37       |
| Segunda División     | España | 2020 - 2022 | 43       |

## Paso por la política
Durante las elecciones al Parlamento de Navarra de 2023 y las elecciones municipales de 2023 en Pamplona, su nombre pudo verse en las listas electorales del Partido Popular de Navarra tanto en la lista para el Parlamento de Navarra como al Ayuntamiento de Pamplona. En el caso de las elecciones forales, acudió como la 15.ª candidatura del PPN para el Parlamento; para el Ayuntamiento fue el 7.º en la lista de concejales. El PPN obtuvo 3 escaños en el Parlamento y 2 concejales en el Ayuntamiento, por lo que Prieto Iglesias no ocupó ningún cargo.